# Riverview Plaza
Il Riverview Plaza (in cinese: 武汉天地), noto anche col nome di Wuhan Tiandi A1 è un grattacielo di Wuhan, in Cina. Con un'altezza di 376 m su 73 piani (più ulteriori 3 piani sotterranei), è uno degli edifici più alti del mondo. La progettazione risale al 2009, mentre la costruzione, avviata nel 2013, è stata completata nel novembre del 2021. La guglia che avrebbe portato l'altezza dell'edificio a 436 metri, è stata tagliata dal progetto verso la fine della costruzione.